# Dystrykt Jhelum
Jhelum (urdu: ضِلع جِہلم, Dźhelam (trb.)) – dystrykt w Pakistanie, położony w prowincji Pendżab. Siedzibą administracyjną dystryktu jest Dźhelam.

## Demografia
Większość mieszkańców posługuje się językiem pendżabskim.
| Rok  | Liczba ludności |
| ---- | --------------- |
| 1972 | 591.906         |
| 1981 | 659.012         |
| 1998 | 936.957         |
| 2017 | 1.222.650       |